# 南阳专区
南阳专区，中华人民共和国河南省已撤销的专区，在今河南省西南部。
1949年置，专员公署驻南阳市。辖南阳市及南阳、方城、唐河、泌阳、南召、镇平、内乡、西峡、淅川、邓县、新野、桐柏12县。
1952年，撤销南阳市，并入南阳县。1953年，恢复南阳市。
1960年，撤销南阳县，并入南阳市。1961年，恢复南阳县。
1965年，将泌阳县划归驻马店专区；由南阳、唐河、方城、泌阳4县析置社旗县。南阳专区辖1市、12县。
1969年，撤销南阳专区，改置南阳地区。

## 南阳地区
南阳地区辖原南阳专区的县级南阳市、南阳县、邓县、桐柏县、方城县、淅川县、镇平县、唐河县、南召县、内乡县、新野县、社旗县、西峡县，共1市12县。
1988年11月17日，撤销邓县，设立邓州市（县级）。
1994年7月1日，撤销南阳地区，设立地级南阳市。